# Elephantomyia (Elephantomyodes) ruapehuensis
Elephantomyia (Elephantomyodes) ruapehuensis is een tweevleugelige uit de familie steltmuggen (Limoniidae). De soort komt voor in het Australaziatisch gebied.